# Drepanolejeunea asymmetrica
Drepanolejeunea asymmetrica là một loài Rêu trong họ Lejeuneaceae. Loài này được Horik. mô tả khoa học đầu tiên năm 1933.